# Nederlanders in het Deense voetbal
Nederlanders in het Deense voetbal geeft een overzicht van Nederlanders die een contract hebben (gehad) bij Deense voetbalclubs uit de SAS Ligaen, de Viasat Sport Division of de Deense tweede divisie.

## Voetballers
| Naam                 | Club             | Van  | Tot   | Opmerkingen           |
| -------------------- | ---------------- | ---- | ----- | --------------------- |
| Maikel Renfurm       | Herfølge BK      | 2003 | 2004  |                       |
| Richard Sneekes      | Herfølge BK      | 2002 | 2003  |                       |
| Clemens Zwijnenberg  | Aalborg BK       | 1998 | 1999  |                       |
| Fernando Derveld     | Odense BK        | 2001 | 2008  |                       |
| Ralph van Dooren     | FC Hjørring      | 2006 | 2007  |                       |
| Peter de Wit         | Boldklubben 1893 | 1981 | 1982  |                       |
| Ab Gritter           | Kolding FC       | 1982 | 1984  |                       |
| Fernando Derveld     | Esbjerg fB       | 2006 | 2008  |                       |
| Steve Olfers         | Aalborg BK       | 2007 | 2009  |                       |
| Willy Scheepers      | Aarhus GF        | 1983 | 1984  |                       |
| Willy Scheepers      | Vejle BK         | 1985 | 1985  |                       |
| Willy Scheepers      | Odense BK        | 1987 | 1988  |                       |
| Remco van der Schaaf | Brøndby IF       | 2009 | 2009  | ook van 2010 tot 2011 |
| Remco van der Schaaf | Randers FC       | 2011 | 2013  |                       |
| Tim Janssen          | Esbjerg fB       | 2009 | 2011  |                       |
| Tim Janssen          | FC Midtjylland   | 2011 | 2014  |                       |
| Roel van Hemert      | FC Hjørring      | 2011 | 2012  |                       |
| Stefan Maletic       | BK Frem          | 2009 | 2010  |                       |
| Joshua John          | FC Nordsjælland  | 2012 | 2016  |                       |
| Lorenzo Davids       | Randers FC       | 2013 | 2015  |                       |
| Mick van Buren       | Esbjerg fB       | 2014 | 2016  |                       |
| Mohamed El Makrini   | Odense BK        | 2015 | 2017  |                       |
| Kees Luijckx         | SønderjyskE      | 2015 | heden |                       |
| Jeroen Veldmate      | Viborg FF        | 2015 | 2017  |                       |
| Rafael van der Vaart | FC Midtjylland   | 2016 | 2018  |                       |
| Rafael van der Vaart | Esbjerg fB       | 2018 | 2018  |                       |
| Mart Lieder          | SønderjyskE      | 2018 | heden |                       |

## Hoofdtrainers
| Naam             | Club        | Van  | Tot  | Opmerkingen |
| ---------------- | ----------- | ---- | ---- | ----------- |
| René Meulensteen | Brøndby IF  | 2006 | 2007 |             |
| Ab Gritter       | FC Hjørring | ?    | ?    |             |
| Ab Gritter       | Åbenrå FC   | ?    | ?    |             |

Voetbalbonden ·
Albanië ·
Angola ·
Armenië ·
Australië ·
Azerbeidzjan ·
Bahrein ·
België ·
Bhutan ·
Bulgarije ·
Canada ·
China ·
Congo-Kinshasa · 
Cyprus ·
Denemarken ·
Duitsland ·
Egypte ·
Engeland ·
Estland ·
Ethiopië ·
Faeröer ·
Filipijnen ·
Finland ·
Frankrijk ·
Georgië ·
Ghana ·
Griekenland ·
Hongarije ·
Hongkong ·
Ierland ·
IJsland ·
Indonesië ·
Iran ·
Israël ·
Italië ·
Japan ·
Kazachstan ·
Koeweit ·
Litouwen ·
 Luxemburg ·
Maleisië ·
Malta ·
Marokko ·
Mexico ·
Namibië ·
Nieuw-Zeeland ·
Noorwegen ·
Oekraïne ·
Oezbekistan ·
Oostenrijk ·
Polen ·
Portugal ·
Qatar ·
Roemenië ·
Rusland ·
Rwanda ·
Saoedi-Arabië ·
Schotland ·
Singapore ·
Slovenië ·
Slowakije ·
Spanje ·
Tanzania ·
Turkije ·
Tuvalu ·
VAE ·
Venezuela ·
Verenigde Staten ·
Vietnam ·
Zimbabwe ·
Zuid-Afrika ·
Zuid-Korea ·
Zweden ·
Zwitserland